# Качалово (Чувашия)
Кача́лово (чув. Качалав) — деревня в Аликовском муниципальном округе Чувашской Республики. Входила в состав Ефремкасинского сельского поселения до его упразднения в 2022 году.

## Общие сведения о селении
Улицы: Чапаева, Чехова. В настоящее время деревня в основном газифицирована. Рядом с деревней протекает речка Абасирма.

### География
Качалово расположено юго-восточнее административного центра Аликовского района на 8 км.

### Климат
Климат умеренно континентальный с продолжительной холодной зимой и тёплым летом. Средняя температура января −12,9 °C, июля 18,3 °C, абсолютный минимум достигал −44 °C, абсолютный максимум 37 °C. За год в среднем выпадает до 552 мм осадков.

### Демография
Население — 227 человек (2006 г.), из них большинство женщины.

## История
До 1927 года деревня входила в Ассакасинскую волость Ядринского уезда. 1 ноября 1927 года — в составе Аликовского района, после 20 декабря 1962 года — в Вурнарском районе. С 14 марта 1965 года снова в Аликовском районе.

## Связь и средства массовой информации
- Связь: ОАО «Волгателеком», Би Лайн, МТС, Мегафон. Развит интернет ADSL технологии.
- Газеты и журналы: Аликовская районная газета «Пурнăç çулĕпе»-«По жизненному пути» Языки публикаций: Чувашский, Русский.
- Телевидение:Население использует эфирное и спутниковое телевидение. Эфирное телевидение позволяет принимать национальный канал на чувашском и русском языках.

## Люди, связанные с Качалово
- Шлябина Людмила Михайловна — заслуженная учительница Чувашской республики.
- Лаврентьев Валерий Зиновьевич - заслуженный  строитель РФ.